# 公開賽
公開賽指不限制參加人員身份，職業及業餘者皆可參加的比賽。但是某些公開賽會限制選手需於資格賽中取得一定的名次或於該領域具備一定的水平，才能獲得參賽的資格。
經常或每年舉辦公開賽的運動項目有：網球、高爾夫球、羽毛球等等單人或雙人為主體的運動項目。